# Rocky Dzidzornu
Kwasi Dzidzornu (Accra, Ghana, 28 februari 1935 – Oakland, Californië, 13 maart 1993), ook wel bekend als Rocky Dijon, was een in Ghana geboren Britse percussionist die bekendheid kreeg door zijn medewerking aan albums van The Rolling Stones, Nick Drake, Ginger Baker, Stevie Wonder, Billy Preston en Joe Walsh. In de jaren zeventig nam hij veel op met Taj Mahal. Bill Wyman schakelde hem ook in op zijn soloalbum Stone Alone uit 1976.
Harold Brown, de drummer van War, noemt hem als zijn belangrijkste invloed, en noemt hem ook als leermeester van Ginger Baker.
Dzidzornu werd geboren in Ghana en ontsnapte daar aan de armoede door zich wekenlang op een boot te verstoppen met nauwelijks voedsel en water om zijn weg naar Engeland te vinden. Producer Jimmy Miller haalde hem binnen om met de Rolling Stones te werken.
Criticus Ned Sublette heeft geschreven dat de toevoeging van zijn conga-drumwerk op 'Sympathy for the Devil' het lied transformeerde van "een klaagzang, en een saaie bovendien... waardoor het tot leven kwam". Hij bleef spelen met The Rolling Stones tot 1968, op nummers als 'Stray Cat Blues', 'Factory Girl' en 'You Can't Always Get What You Want'. Rocky Dijon nam ook deel aan het Stones-project Rock and Roll Circus. In 1970 werd hij opnieuw gevraagd, nu voor de opname van 'Can't You Hear Me Knocking'.